# 오리엔트 특급 살인 (2017년 영화)
《오리엔트 특급 살인》(영어: Murder on the Orient Express)은 애거사 크리스티의 1934년 동명 소설을 원작으로 한 2017년 공개된 미국의 미스터리 드라마 영화로, 케네스 브래나가 연출하였다. 에르퀼 푸아로 역을 맡은 브레나와 함께 페넬로페 크루스, 윌럼 더포, 주디 덴치, 조니 뎁, 조시 개드, 데릭 재커비, 레슬리 오덤 주니어, 미셸 파이퍼, 데이지 리들리 등이 조연으로 출연했다. 이 영화는 1974년 작, 2001년 TV 영화, 드라마 《아가사 크리스티: 명탐정 포와로》의 2010년 에피소드를 잇는 크리스티 원작 네 번째 각색작이기도 하다. 줄거리는 1930년대 유명한 유럽 기차에서 발생한 살인 사건을 해결하는 세계적인 명탐정 푸아로를 다루고 있다.
본촬영은 2016년 11월 영국에서 시작되었고, 최근 몇십 년간 얼마 남지 않은 65mm 카메라가 사용되었다. 《오리엔트 특급 살인》은 2017년 11월 2일 런던의 로열 앨버트 홀에서 전세계 첫 상영되었고 20세기 폭스를 통해 2017년 11월 10일 미국에서 개봉되었다. 월드와이드에서 1억 9,800만 달러의 수익을 거뒀다. 비평가들은 출연진 연기와 작품 완성도는 칭찬했으나 이전 각색작에 새롭게 추가한 것이 없다고 비판하기도 했다.

## 줄거리
1934년. 성묘교회에서 벌어진 절도 사건을 해결한 벨기에인 명탐정 에르퀼 푸아로(케네스 브래나 분)는 새 사건 의뢰를 받고 이스탄불에서 런던으로 향하는 초호화 오리엔트 특급열차에 탑승한다. 폭설로 열차가 멈춰선 밤, 승객 한 명이 잔인하게 살해당하는 사건이 발생하게 된다. 기차 안에서 벌어진 밀실 살인, 완벽한 알리바이를 가진 12명의 용의자. 포와로는 현장에 남겨진 단서와 용의자들의 증언을 토대로 미궁에 빠진 사건 속 진실을 찾기 위한 추리를 시작한다.

## 출연
- 케네스 브래나 - 에르퀼 푸아로 역
- 톰 베이트먼 - 부크, 푸아로 친구이자 오리엔트 특급열차 소유주의 조카이자 심플론 고개 경유편 책임자 역
- 페넬로페 크루스 - 필라르 에스트라바도스, 선교사, 실은 암스트롱가의 스페인인 보모 역
- 윌럼 더포 - 게르하르트 하트만, 오스트리아인 대학 교수, 실은 쉬잔과 사랑에 빠졌던 미국인 전직 경찰 사이러스 역
- 주디 덴치 - 나탈리아 드라고미로프 러시아 공녀, 데이지의 대모 역
- 조니 뎁 - 에드워드 래칫, 존 카세티가 본명인 악명 높은 범죄자 역
- 조시 개드 - 헥터 매퀸, 쉬잔을 기소한 지방 검사를 아버지로 둔 래칫의 비서 겸 통역인 역
- 데릭 재커비 - 에드워드 헨리 매스터먼, 불치병에 걸려있는 래칫의 영국인 집사, 암스트롱 대령의 전시 당번병이자 전 하인 역
- 레슬리 오덤 주니어 - 내과의 아버스넛, 메리의 숨겨진 연인, 전 육군 저격수, 암스트롱 대령의 전우 역
- 미셸 파이퍼 - 캐럴라인 허버드, 소니아와 헬레나의 미국인 어머니이자 데이지의 할머니, 전직 연극배우 현 감독 린다 아든 역
- 데이지 리들리 - 메리 데브넘, 소니아의 개인 비서이자 데이지의 가정교사 역
- 마르반 켄자리 - 피에르 미셸, 승무원, 데이지 살해 공범으로 몰려 자살한 암스트롱가 하녀 쉬잔의 남자 형제 역
- 올리비아 콜먼 - 힐데가르데 슈미트, 나탈리아의 독일인 하녀이자 암스트롱가 요리사 역
- 루시 보인턴 - 헬레나 언드레니 백작 부인, 소니아의 여동생 역
- 마누엘 가르시아룰포 - 비니아미노 마르케스, 쿠바계 미국인 자동차 판매원이자 암스트롱가 운전기사 역
- 세르게이 폴루닌 - 루돌프 언드레니 백작, 헝가리인 외교관이자 헬레나의 남편 역
- 미란다 레이즌 - 소니아 암스트롱, 데이지의 어머니 역

## 같이 보기
- 오리엔트 특급 살인: 1974년 영화.